# 陈秀榕
陈秀榕（1953年12月—），女，福建福州人，中华人民共和国政治人物。

## 生平
1978年，任共青团福州市委常委、青工部部长。1983年升任共青团福州市委副书记、书记。1994年，任福建省妇联主任。1997年，担任龙岩市委副书记兼市委组织部部长。1998年，升任福建省委组织部副部长。2001年，改任广西壮族自治区党委常委、组织部部长。2003年，升任全国妇女联合会副主席、书记处书记等。2008年10月17日，中国工会十五大在北京开幕。同年10月19日，大会选举产生中华全国总工会第十五届执行委员会和经费审查委员会。10月20日，中华全国总工会第十五届执行委员会第一次全体会议选举出任副主席。